# تاكاكو هوندا
تاكاكو هوندا (本田貴子 هوندا تاكاكو) هي مؤدية أصوات يابانية ولدت في 14 أغسطس 1972 في طوكيو.

## أدوارها في الأنمي

### مسلسلات أنمي تلفزيونية
- ناروتو - أنكو ميتاراشي
- ناروتو شيبودن - أنكو ميتاراشي
- روك لي وأصدقائه النينجا - أنكو ميتاراشي
- بليتش - جينتا هاناكاري، أوريو إيشيدا (أيام الطفولة), دالك
- حكايات أشباح المدرسة - هاجيمي آوياما
- سبايدر رايدرز - ليلي
- سبيد غرافر - هيباري غينزا
- غينتاما - فانيسا
- دي جرايمان - ماهوجا
- تنجن توبا جورين لاجان - جيمي، ليتي
- فتاة الجحيم - هوني-أونّا
- فتاة الجحيم: القفصين - هوني-أونّا
- فتاة الجحيم: الإبريق ثلاثي القوائم - هوني-أونّا
- فتاة الجحيم: رفيق المساء - هوني-أونّا
- هيكارو نو غو - يوري هيداكا
- داركر ذان بلاك: المقاول الأسود - إيبريل
- داركر ذان بلاك: جوزاء النيزك - إيبريل
- ترينيتي بلاد - كاترينا سفورزا
- تسوباسا كرونيكل - أشورا-أو
- خيميائي الفولاذ FULLMETAL ALCHEMIST - مارتل
- نانا - جونكو ساوتومي
- جنود السايبورغ - جو شيمامورا (أيام الطفولة), ماري
- سكرابد برنسس - كارول كاسول
- آيرون مان - تشيكا تاناكا
- الإبن المتجول - يوكي-سان
- أن-غو - إيزومي كوياما
- ديدمان وندرلاند - ماكينا
- لاست إكسايل: فام ذات الأجنحة الفضية - تيريزا كوليت
- كوبرا ذي أنيميشن - باميلا لي
- تيلز أوف ذي أبيس - نيفري، جايد بالفور
- هاناساكو إيروها - ساتسكي ماتسوماي
- غريت تيتشر أونيزوكا - سايكو إيجيما، فويومي كوجيراكاوا
- فرسان سيدونيا - ساساكي
- فرسان سيدونيا: معركة الكوكب التاسع - ساساكي
- كروس أنج: رقصة الملاك و التنين - جيل
- ديمنشن دبليو - سيرا يوريزاكي
- مكان أبعد من الكون - والدة ماري تاماكي

### أوفا أنمي
- سينت سيا: ذا لوست كانفاس - بهيموث فايوليت

### أفلام أنمي
- سلسلة أفلام حدود الفراغ
  - حدود الفراغ: الفصل الأول «طلة على المنظر» - توكو آوزاكي
  - حدود الفراغ: الفصل الثاني «دراسة القتل (الجزء الأول)» - توكو آوزاكي
  - حدود الفراغ: الفصل الثالث «بقايا الألم» - توكو آوزاكي
  - حدود الفراغ: الفصل الرابع «كهف الدير» - توكو آوزاكي
  - حدود الفراغ: الفصل الخامس «لولب التناقض» - توكو آوزاكي
  - حدود الفراغ: الفصل السادس «تسجيل النسيان» - توكو آوزاكي
  - حدود الفراغ: الفصل السابع «دراسة القتل (الجزء الثاني)» - توكو آوزاكي
- تنجن توبا جورين لاجان: فصل جورين - جيمي، ليتي
- تنجن توبا جورين لاجان: فصل لاجان - جيمي، ليتي
- فيلم بليتش: ميموريز أوف نوبودي - جينتا هاناكاري
- ديد ليفز - باندي
- بوكيمون رينجر و قصر البحر - ميريديث

## أدوارها في ألعاب الفيديو
- ناروتو شيبودن: ألتيميت نينجا ستورم ريفولوشن - أنكو ميتاراشي
- أسوراز راث - أولغا
- مغامرة جوجو الغريبة: آيز أوف هيفن - غيس

## أدوارها في الدبلجة اليابانية
- ترانسفورمرز أنيميتد - سلو-مو
- باتمان: الجرأة و الشجاعة - كات وومان
- حرب العوالم - ماري آن دافيس
- ماي ليتل بوني: فرندشيب إز ماجيك - نايتمير مون
- المرأة القطة - بيشنس فيليبس/المرأة القطة
- مليون طريقة للموت في الغرب - آنا بارنز

## وصلات خارجية
- تاكاكو هوندا على موقع IMDb (الإنجليزية)
- تاكاكو هوندا على موقع ألو سيني (الفرنسية)
- تاكاكو هوندا على موقع ميوزك برينز (الإنجليزية)
- تاكاكو هوندا على موقع قاعدة بيانات الفيلم (الإنجليزية)
- تاكاكو هوندا على موقع كينوبويسك (الروسية)
- تاكاكو هوندا على موقع ANN person (الإنجليزية)